# A teraz... panie i panowie
Piano Bar (ang. And Now... Ladies and Gentlemen) – melodramat produkcji francusko-brytyjskiej z 2002 roku w reżyserii Claude’a Leloucha. W filmie główne role zagrali Jeremy Irons oraz francuska piosenkarka Patricia Kaas. And Now... Ladies and Gentlemen to także tytuł jednej z piosenek Patricii Kaas wydanej w albumie z 2002 r. zatytułowanym Piano Bar.

## Fabuła
Valentin jest złodziejem – dżentelmenem, który z wyjątkowym sprytem okrada luksusowe sklepy jubilerskie. Pomaga mu w tym żona Francoise. Pewnego dnia, ku jej zmartwieniu, Valentin postanawia zerwać z dotychczasowym życiem i uciec od przeszłości. Kupuje okazały jacht, na którym zamierza wyruszyć w podróż dookoła świata. Na morzu traci przytomność, a jego jacht dobija do brzegów Maroka. Tam mężczyzna poznaje Jane Lester, piosenkarkę jazzową, która występuje w jednym z hoteli i próbuje zapomnieć o niewiernym narzeczonym, muzyku. Okazuje się, że zarówno Valentin, jak i Jane cierpią na podobne dolegliwości: silne bóle głowy, zaniki pamięci. Objawy mogą wskazywać na guz mózgu.

Tymczasem nocą ktoś kradnie w hotelu klejnoty hrabiny Falconetti. Podejrzenie pada na Valentina, ale Jane nieoczekiwanie daje mu alibi. Ich znajomość przeradza się w miłość. Oboje udają się do grobowca znanej uzdrowicielki, Lalli Chafii, w nadziei, że ta ich uleczy. Ale prowadzący śledztwo w sprawie kradzieży biżuterii inspektor marokańskiej policji nie zamierza tak łatwo rezygnować z aresztowania Valentina.